# Tentazioni di sant'Antonio (Tintoretto)
Le Tentazioni di sant'Antonio è un dipinto del pittore veneziano Tintoretto realizzato circa nel 1577 e conservato nella Chiesa di San Trovaso a Venezia.

## Descrizione e stile
Il dipinto presenta una scena drammatica. La figura sant'Antonio abate a torso nudo in quanto i vestiti sono stati strappati dai demoni attorno a lui.
Nel cielo Gesù Cristo con le braccia aperte e che emana splendore si dirige in soccorso dal Santo. Il Santo è in atteggiamento di guardare Gesù.